# برسية مولرية
برسية مولرية (الاسم العلمي:Gnaphalium moelleri) هي نوع من النباتات تتبع جنس البرسية من الفصيلة النجمية.